# Gare de Berkeley
La  gare de Berkeley est une gare ferroviaire des États-Unis située à Berkeley en Californie.
Il s'agit d'une gare sans personnel desservie par la société Amtrak.

## Histoire
Elle est mise en service en 1913.

## Service des voyageurs

### Desserte
- Ligne d'Amtrak[1] :
  - Le Capitol Corridor: San Jose - Auburn